# Statue de Léonce Élie de Beaumont
La statue de Léonce Élie de Beaumont est une ancienne sculpture représentant Léonce Élie de Beaumont. Installée à Caen en 1876, elle est déboulonnée pour être fondue en 1942 dans le cadre de la mobilisation des métaux non ferreux.

## Localisation
La statue est située sur la place Saint-Sauveur, une des principales places de la ville. La place est située à proximité du palais des facultés de Caen, détruit en 1944.

## Histoire

### L'installation du monument
Léonce Élie de Beaumont meurt le 21 septembre 1874 au château de Canon. Le 9 novembre, la Société linnéenne de Normandie, dont il était un membre éminent, décide de solliciter la municipalité de Caen en vue de rebaptiser une des rues de la ville en son honneur et émet l'idée d'une souscription pour financer un monument à sa mémoire,. Lors du conseil municipal du 8 janvier 1875, la Ville de Caen décide que la rue Neuve-des-Cordeliers prenne le nom d'Élie-de-Beaumont et vote, comme le conseil général du Calvados, une subvention pour participer au financement du monument. En dix-huit mois, le comité réussit à récolter 22 576,65 francs venant de 418 particuliers, ainsi que 59 collectivités et institutions ; plusieurs contributions viennent de l’étranger, notamment de la part de l'empereur du Brésil Pierre II. Grâce à l'intervention du directeur des Beaux-Arts, Charles-Philippe de Chennevières-Pointel, natif de Falaise, l'État fournit le bronze et paie la fonte de la statue. Le 29 octobre 1875, le conseil municipal donne son accord au projet et le 23 novembre suivant un décret présidentiel autorise l'érection de la statue. 
La réalisation de la statue est confiée à Louis Rochet, sculpteur apprécié par le directeur des beaux-arts et connu dans la région pour la statue de Guillaume le Conquérant à Falaise (1851) et le monument en l'honneur de François Richard-Lenoir à Villers-Bocage (1865),. En avril 1876, le modèle en plâtre est terminé. Le 7 juin 1876, la fonte en bronze est commandée à la fonderie Thiébaut Frères par le ministère de l'Instruction publique et des Beaux-Arts.

Autres œuvres de Louis Rochet dans le Calvados
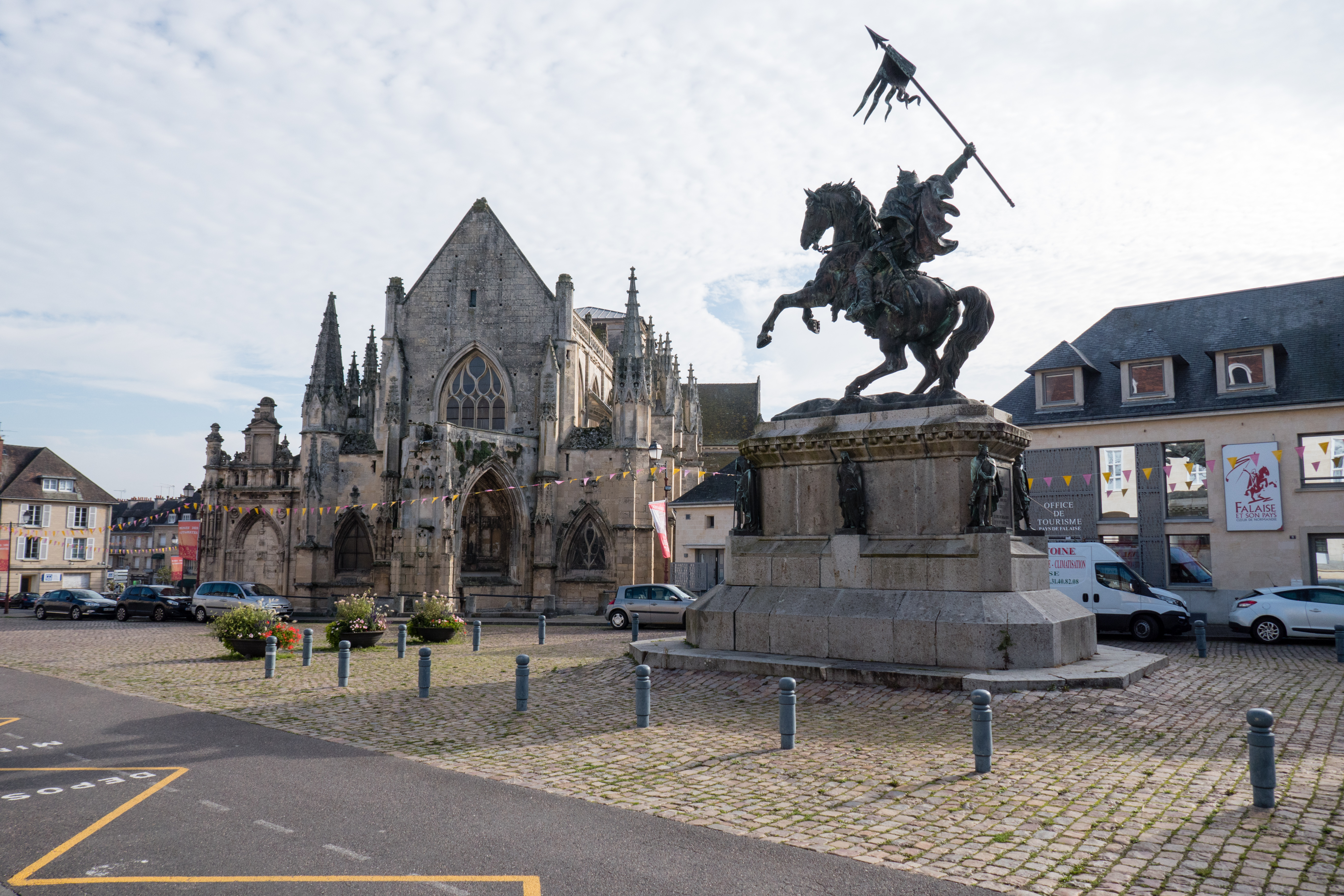
Monument à Guillaume le Conquérant (1851), Falaise, place Guillaume-le-Conquérant.
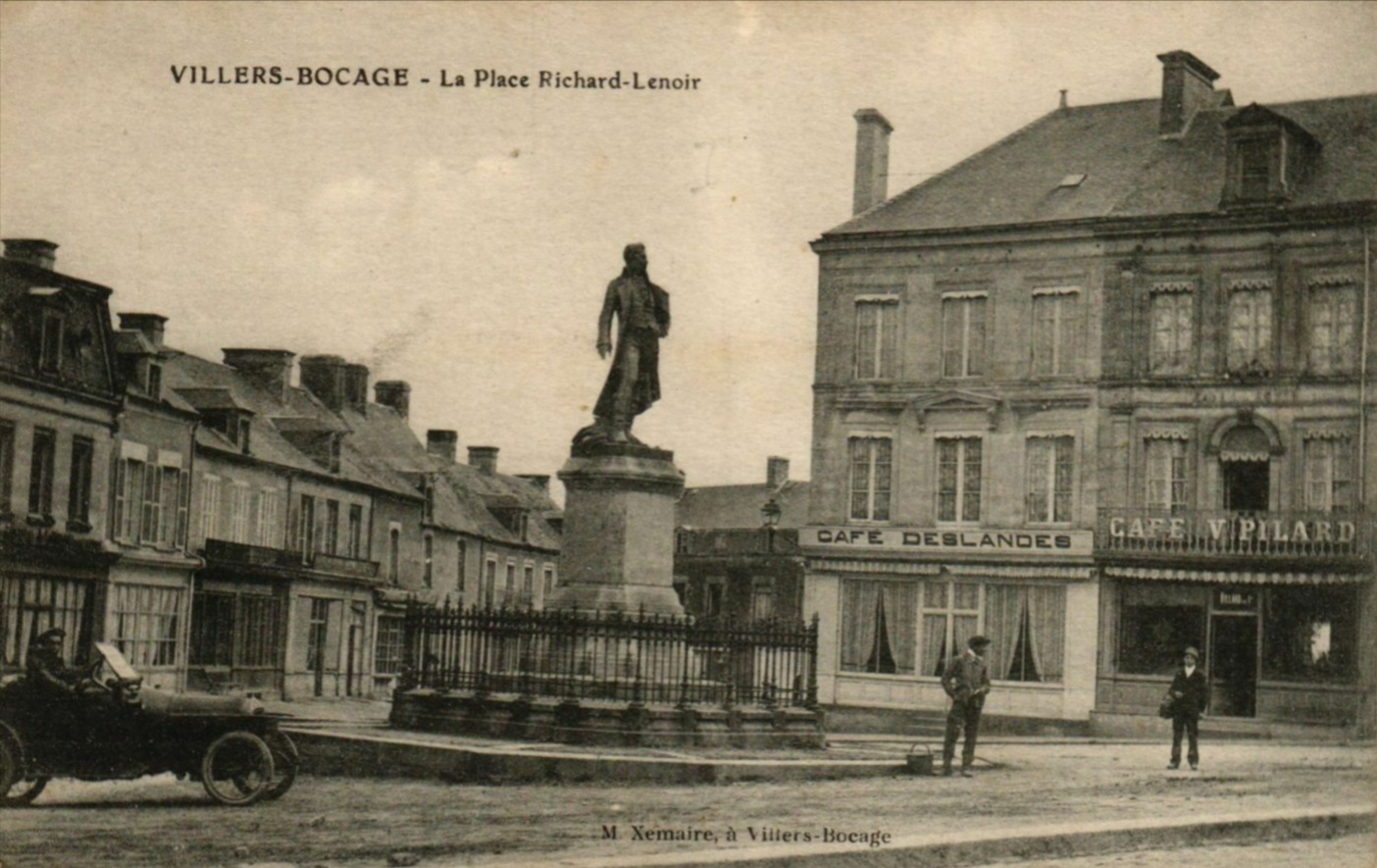
Monument à François Richard-Lenoir (1865), Villers-Bocage.

Le monument est inauguré le 6 août 1876,. À cette occasion, plusieurs discours sont lus d'Hervé Faye, François-Edmond Pâris, Charles Sainte-Claire Deville et Gabriel Auguste Daubrée. L'installation du groupe et du monument s'inscrit dans le mouvement de statuomanie à l’œuvre en France dans la deuxième partie du XIXe siècle.

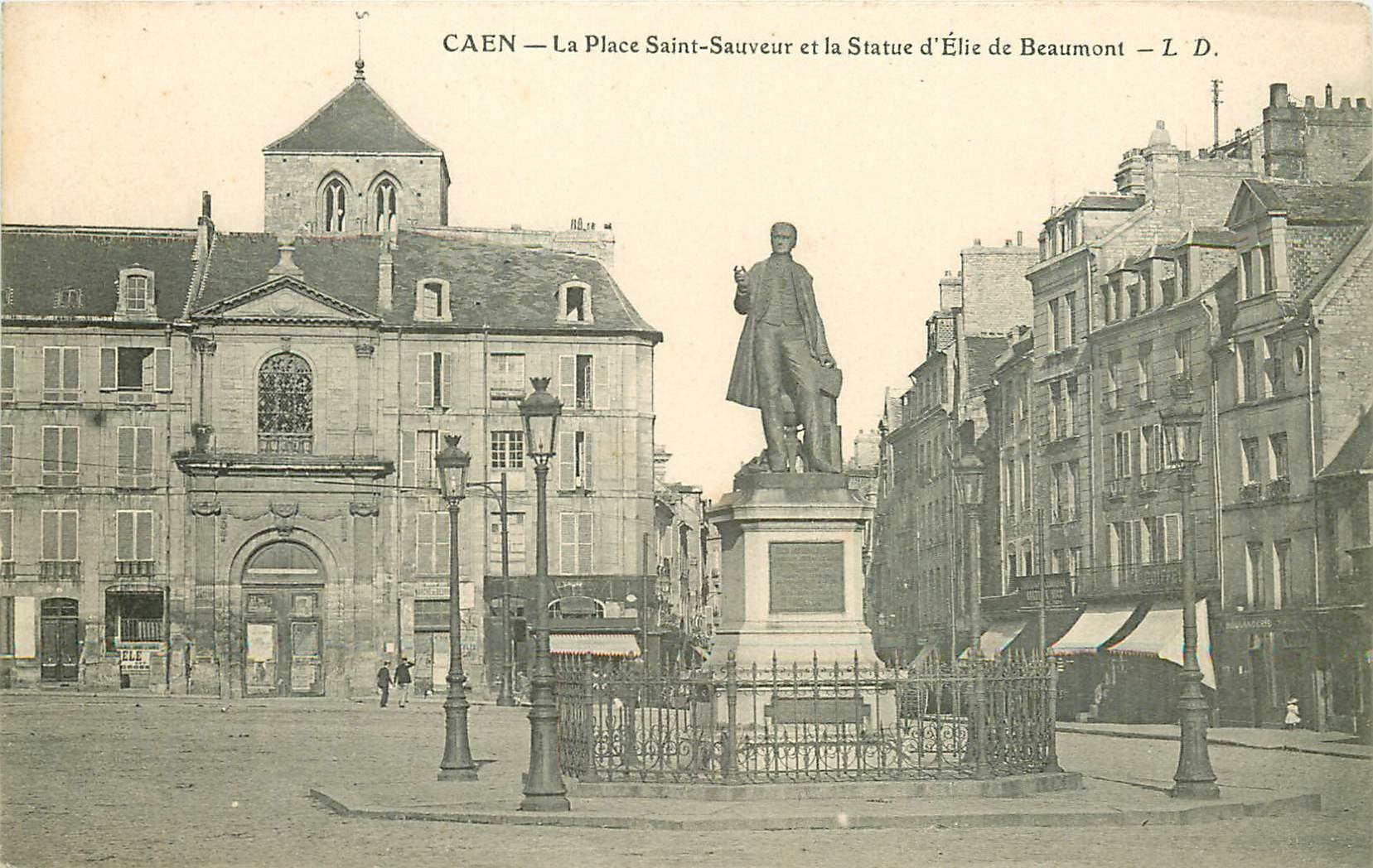
La statue sur la place Saint-Sauveur.

### La destruction du monument
Lors de l'Occupation, les forces allemandes exigent en juillet 1941 la mobilisation des métaux non ferreux. La loi du 11 octobre 1941 relative à l'enlèvement des statues et monuments métalliques en vue de la refonte prévoit que « sera procédé à l'enlèvement des statues et monuments en alliage cuivreux sis dans les lieux publics et dans les lieux administratifs, qui ne présentent pas un intérêt artistique ou historique »,. La statue est inscrite dans la liste des monuments à envoyer à la fonte. L'instruction complémentaire à la loi du 11 octobre prévoit que des moulages peuvent être exceptionnellement effectués et que « si les moulages ont été autorisés, le paiement sera assuré par l'État ». Le moulage de la statue d'Élie de Beaumont est autorisé. L’œuvre est retirée le 31 janvier 1942 et fondue. Il est difficile de savoir si le moulage en plâtre a effectivement été réalisé et conservé du fait des destructions consécutives aux bombardements de Caen. Le piédestal avec ses plaques est conservé sur place.
En février 1942, le préfet du Calvados inscrit la statue dans une liste des monuments devant faire d'un remplacement, adressée au Secrétaire d'État à l'Éducation nationale. Mais dans la liste nationale établie en mars 1942, la statue n'apparait plus. En 1953, une statue de François de Malherbe, réalisée en pierre par Raymond Martin d'après une ébauche par Robert Wlérick,, est installée sur le piédestal du monument. Les plaques en l'honneur d’Élie de Beaumont, devenues inadaptées, sont tout de même conservées sur place.
Le 12 novembre 1961, l'ensemble est retiré, afin d'y ériger la statue de Louis XIV qui se trouvait devant le lycée Malherbe (ancienne abbaye aux Hommes). Le piédestal et la grille sont alors détruits. Les plaques quant à elles sont entreposées dans le dépôt du musée de Normandie.

## Description
Haute de 2,80 mètres, la statue en bronze florentin pèse 825 kilos,.
Le savant est représenté debout avec son costume de l'Institut de France. Sa main gauche est posée sur une carte sur laquelle il est écrit « géologie de la France », alors que sa main droite est représentée en mouvement, en pleine démonstration. Derrière lui, se déploient divers attributs scientifiques (une sphère, des livres).
La statue de Louis Rochet repose sur un piédestal, réalisé en granit de Vire. Il est dessiné par Auguste Auvray. Sur ce socle, sont apposées des plaques. Sur la face principale (côté place Fontette), il est inscrit, :

« ÉLIE DE BEAUMONT

INSPECTEUR GÉNÉRAL DES MINES

PROFESSEUR AU COLLÈGE
DE FRANCE

SECRÉTAIRE PERPÉTUEL DE L'ACADÉMIE DES SCIENCES

GRAND-OFFICIER
DE LA LÉGION D'HONNEUR

NÉ À CANON (CALVADOS)

1798-1874 »

Sur une seconde plaque, sur le pied du piédestal est inscrit : 

« ÉRIGÉ PAR SOUSCRIPTION SUR L'INITIATIVE
DE LA
SOCIÉTÉ LINNÉENNE DE NORMANDIE
1876 »

Sur le socle de la face postérieure du socle (côté église du Vieux-Saint-Sauveur), est inscrit : 

« CARTE GÉOLOGIQUE DE LA FRANCE
1825-1848

LE MONT ETNA
1835

THÉORIE DES SOULÈVEMENTS
SYSTÈMES DES MONTAGNES
1829-1852
ÉMANATIONS VOLCANIQUES
ET MÉTALLIFÈRES
1847

RÉSEAU PENTAGONAL
1851-1874 »

Le monument est entouré d'une grille.